# Vel·locatus
Vel·locatus (en llatí Vellocatus) era el rei dels brigants a Britànnia, a la segona meitat del segle i.
La reina dels brigants, Cartimandua, aliada dels romans, va repudiar al seu marit Venuci (Venutius) que probablement encapçalava l'oposició als romans, i es va aparellar amb el seu escuder, Vel·locatus que així va arribar a rei cap a l'any 52. Venuci es va revoltar, i una part dels brigants el recolzaven, començant una guerra civil que va aconseguir reduir les forces de Vel·locatus. Cartimandua va demanar ajuda al governador romà Aulus Didi Gal, governador de Britànnia entre el 52 i el 57 que la va restablir al tron.
Vel·locatus va ser rei fins al 69. Quan Venuci es va revoltar de nou, va assolir el poder i Cartimandua i Vel·locatus es van salvar gràcies a una evacuació en el darrer moment d'un cos expedicionari romà, segons diu Tàcit. La sort de Vel·locatus després del 69 no és coneguda.